# Aulacizes insistans
Aulacizes insistans är en insektsart som först beskrevs av Walker 1858.  Aulacizes insistans ingår i släktet Aulacizes och familjen dvärgstritar. Inga underarter finns listade i Catalogue of Life.